# Miles Gordon Technology
Miles Gordon Technology (MGT) — компания, основанная в июне 1986 года в Кембридже (Великобритания) двумя бывшими работниками Sinclair Research, Аланом Майлсом и Брюсом Гордоном (компания была названа по фамилиям основателей), после того как Синклер передал все права на ZX Spectrum компании Amstrad. MGT специализировалась на периферии для компьютера Spectrum. В мае 1986 года компания переехала в Суонси (Уэльс), в июле 1989 стала публичной компанией, и в июне 1990 года была передана под внешнее управление.

## DISCiPLE и +D
По мере того как ZX Spectrum становился всё популярнее, для многих серьёзных пользователей всё острее вставала проблема отсутствия устройств хранения информации с быстрым доступом. В ответ на это Sinclair выпустила ZX Interface 1 и ZX Microdrive, и хотя эти устройства были дёшевы и использовали инновационные технологии, у них были и серьёзные ограничения. Несколько компаний разрабатывали контроллеры дисководов, одним из наиболее успешным был Opus Discovery, но все они были плохо приспособлены к Spectrum.
MGT использовала другой подход. Компания производила два контроллера, первым стал DISCiPLE (продавался через Rockfort Products), позже появился урезаный +D (который MGT продавала уже сама). Оба контроллера имели возможности:
- Стандартный Шугарт-совместимый порт для подключения одного либо двух приводов гибких дисков
- Параллельный порт
- «Волшебная кнопка»

ПЗУ контроллера использовало стандартный для ZX Spectrum способ расширения набора команд, поэтому команды для работы с ZX Microdrive работали также и с дисками DISCiPLE/+D, а команды для работы с ZX Printer направлялись на параллельный порт устройства. Кроме того, устройство предоставляло стандартные точки входа Interface 1 для машинного кода (т. н. hook codes), что делало устройство совместимым ещё и по этому стандарту. По сути, диск DISCiPLE/+D можно было использовать как больший по объёму и более быстрый Microdrive.

## SAM Coupé

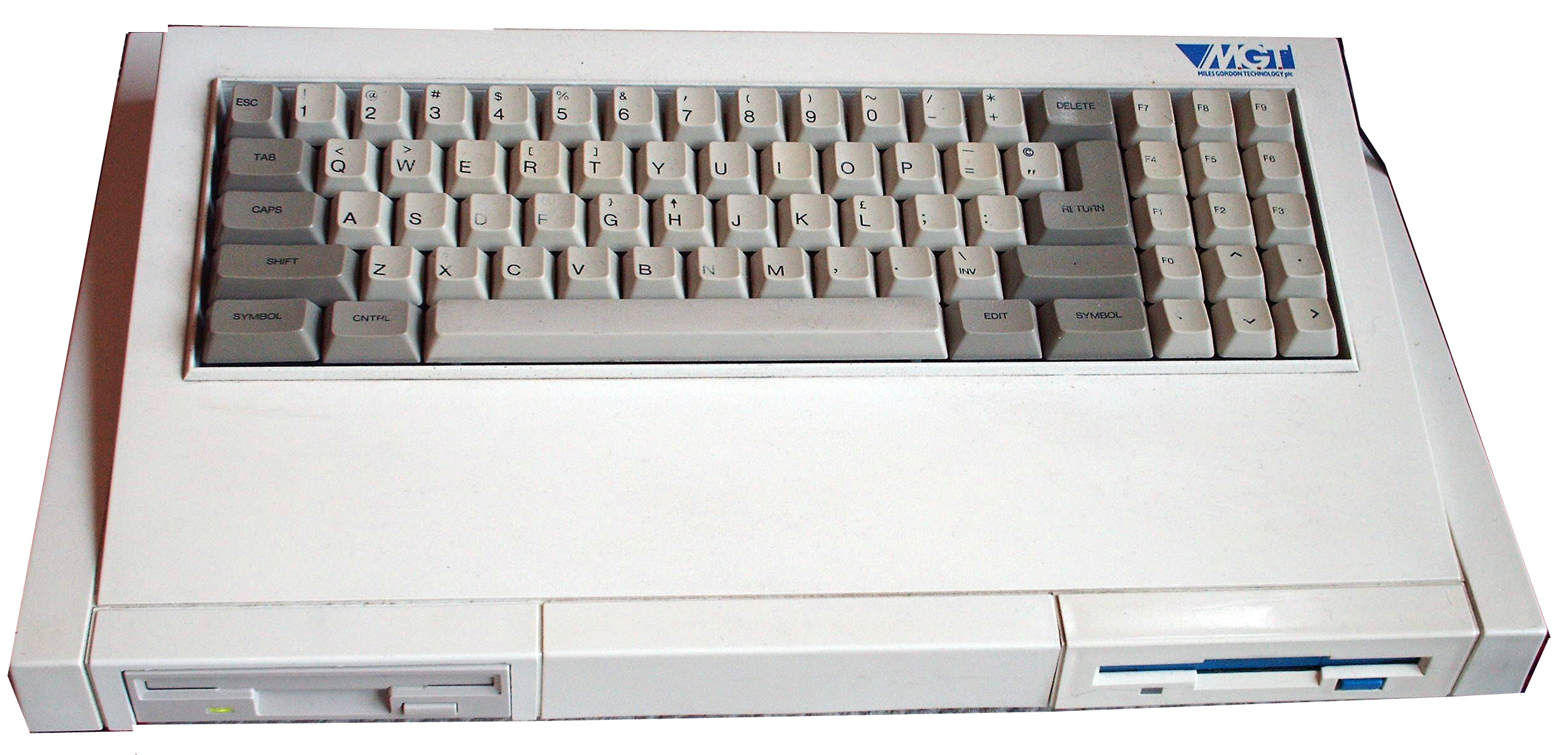
SAM Coupé

Получая прибыль с продаж DISCiPLE и +D, компания работала над собственной моделью домашнего компьютера. SAM Coupé стал по сути ZX Spectrum 48K-совместимой системой, с улучшенной графикой и звуком, расширенной памятью и новым интерпретатором языка BASIC. Продажи машины начались в конце 1989 года. К сожалению, несмотря на развитые технические качества, модель появилась на рынке слишком поздно, что в итоге привело к финансовой неудаче. Права на контроллер +D были проданы Datel Electronics, с тем чтобы профинансировать SAM Coupé. Алан Майлс и Брюс Гордон выкупили активы MGT, с тем чтобы основать компанию Sam Computers; но и эта компания закончила существование в 1992 году.